# 부싯돌 상자

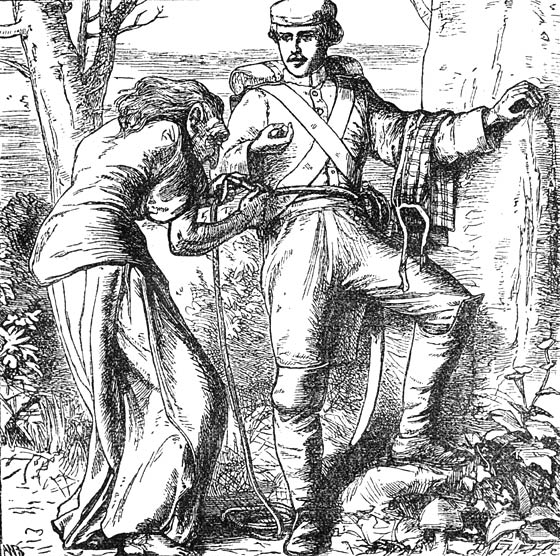

부싯돌 상자(덴마크어: Fyrtøjet)는 한스 크리스티안 안데르센의 동화로 3마리의 개를 소환할 수 있는 마법의 상자를 인수한 병사에 관한 이야기이다. 군인이 공주를 방으로 데려다주었을때, 그는 사형을 선고받지만 교활하게 그의 개를 구하기 위해 소환한다.
그 이야기는 스칸디나비아 민담에서 근원이 있다. 안데르센은 어린 시절에 배웠지만, "알라딘과 요술램프" 및 다른 이야기와 유사점이 지적되어 왔다. 그 이야기는 최초의 안데르센 동화였고, 안데르센의 3가지 다른 이야기가 있는 저렴한 소책자는 1835년 5월 8일에 덴마크 코펜하겐에서 C. A. 레이첼이 출판했다.

## 줄거리
이 이야기는 전쟁터에서 집으로 돌아오는 가난한 병사와 함께 시작된다. 그는 마녀를 만난다. 마녀는 빈 나무로 올라가서 마법의 부싯돌 상자를 꺼내달라고 한다. 마녀는 남자에게 그가 방안에서 발견한 것을 가져갈수 있는 권한을 주지만, 그는 부싯돌 상자를 반환해야 한다. 나무에서 그는 3마리의 개가 지키고 있는 귀중한 동전으로 가득찬 방 3개를 발견한다. 그는 주머니에 돈을 채우고 부싯돌 상자를 찾아서 마녀에게 돌아간다. 그녀가 이유를 밝히지 않고 부싯돌 상자를 요구할때, 병사는 칼로 그녀의 목을 벤다.